# Weilrod
Weilrod is een gemeente in de Duitse deelstaat Hessen, en maakt deel uit van de Hochtaunuskreis.
Weilrod telt 6.570 inwoners.

## Indeling

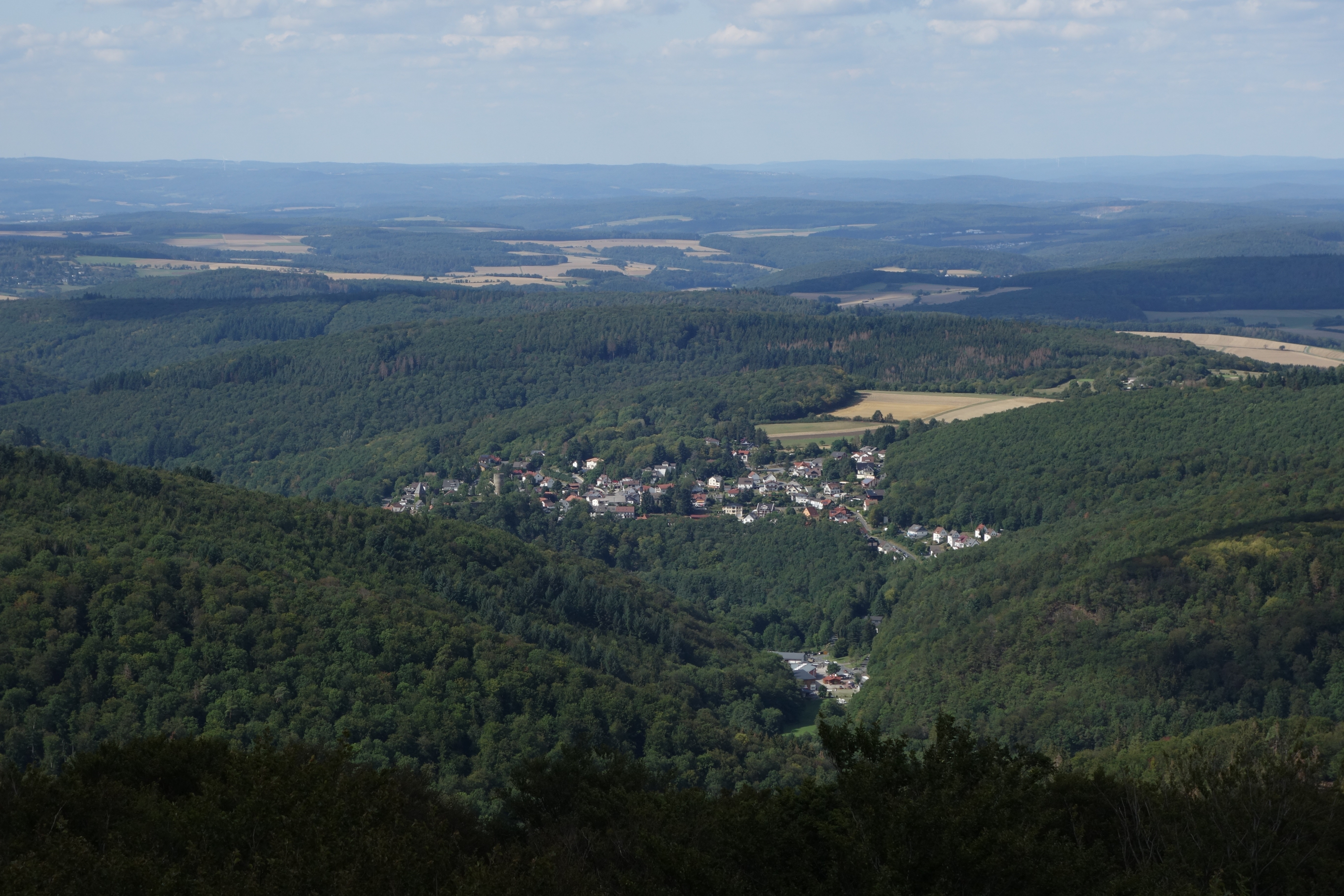
Altweilnau gezien vanuit het zuiden, vanaf de uitkijktoren op de berg Pferdskopf

De gemeente bestaat uit 13 kernen:
- Altweilnau
- Cratzenbach
- Emmershausen
- Finsternthal
- Gemünden
- Hasselbach
- Mauloff
- Niederlauken
- Neuweilnau
- Oberlauken
- Rod an der Weil
- Riedelbach
- Winden

Bad Homburg vor der Höhe · Friedrichsdorf · Glashütten · Grävenwiesbach · Königstein im Taunus · Kronberg im Taunus · Neu-Anspach · Oberursel · Schmitten · Steinbach · Usingen · Wehrheim · Weilrod